# Жерар Канго Уедраого
Жерар Канго Уедраого (фр. Gérard Kango Ouédraogo; нар. 19 вересня 1925, Уахігуя, Верхня Вольта — пом. 1 липня 2014, Уагадугу, Буркіна-Фасо) — державний і політичний діяч Верхньої Вольти (нині Буркіна-Фасо), дипломат, прем'єр-міністр країни у 1971–1974 роках.

## Політична діяльність
Уедраого ще за колоніальних часів заснував партію Вольтійський об'єднаний рух (MRV); обирався депутатом від Верхньої Вольти до повоєнного французького парламенту. У 1960–1966 роках, після проголошення незалежності країни — посол Верхньої Вольти у Великій Британії. За часів правління президента Сангуле Ламізани займав пост прем'єр-міністра (1971—1974), однак 1974 був усунутий від посади Ламізаною, який об'єднав у своїх руках пости президента і прем'єр-міністра. У 1978–1980 роках Уедраого — голова Національної асамблеї Буркіна-Фасо.
З травня 1998 року Жерар Канго Уедраого — почесний президент буркінійської партії Альянс за демократию — Федеративно-африканський демократичний рух (ADF/RDA).